# 浮石烟村
“浮石烟村”是湖南省麻阳苗族自治县八大景之一，其实是流经麻阳县城的一条大河，锦江，江中心的一座小岛。小岛面积大约有一亩左右。小岛四周都是巨大的石头，小岛顶部的土壤也比较少，但是却有几颗大树从石头缝里伸出来，长的葱葱翠翠。山上苍松翠柏，怪石嶙峋，有“大象卷鼻”、“猴子嬉水”、“麒麟坐地”等奇石，特别是月夜，景色更为迷人。根据熟悉附近水域的老渔民讲述，在小岛附近的水底，有好几根沉在水底的大树，也许根还连在岛上，一直埋在水底。小岛附近的水也比较深。
最神奇的事情是，锦江每年发大水，这个小岛总是从大洪水中露出那么一点点。当洪水退去后，小岛还是露出那么一点点。远远的看去，就像一座浮石。据老一辈人讲，清晨的时候，小岛上雾气缭绕。这便是“浮石烟村”名字的由来。现在，雾气只有在每年特定的时候才有，但是“浮石”却是大家有目共睹的事实。为此，这个小岛也成了麻阳县最神秘的一个地方。大人们一般会告诫小孩不要去这个小岛玩。
- 麻阳苗族自治县概况 - Page 145 （页面存档备份，存于）